# Simulium nitidithorax
Simulium nitidithorax es una especie de insecto del género Simulium, familia Simuliidae, orden Diptera.
Fue descrita científicamente por Puri, 1932.